# Đại sứ Hoa Kỳ tại Campuchia
Đại sứ Hoa Kỳ tại Campuchia (tiếng Anh: Ambassador of the United States to Cambodia) là người đại diện chính thức của Chính phủ Hoa Kỳ tại Vương quốc Campuchia có nhiệm vụ thúc đẩy quan hệ song phương và hỗ trợ phát triển bền vững. Đồng thời cũng là chức vụ thường trực cao nhất đứng đầu Đại sứ quán Hoa Kỳ tại Phnôm Pênh. 
Cho đến năm 1953, Campuchia là một xứ bảo hộ của Pháp trong Liên bang Đông Dương, nhưng đã trở nên độc lập vào ngày 9 tháng 11 năm 1953. Hoa Kỳ bổ nhiệm đặc phái viên đầu tiên tại Campuchia là Donald R. Heath vào năm 1950. Heath vốn là công sứ không thường trú, được cử nhiệm tại Campuchia, Lào và Việt Nam, trong khi cư trú tại Sài Gòn. 
Quan hệ ngoại giao giữa Campuchia và Hoa Kỳ đã bị gián đoạn hai lần: Lần thứ nhất từ năm 1965 đến năm 1969, và lần thứ hai vào năm 1975, ngay trước khi chế độ Pol Pot nắm quyền tại đất nước này. Quan hệ giữa hai bên chỉ được khôi phục hoàn toàn vào năm 1991.

## Danh sách Đại sứ
| Donald R. Heath                            |                      | 29 tháng 6 năm 1950            | 11 tháng 7 năm 1950  | 2 tháng 10 năm 1954  | Harry S. Truman |
| Donald R. Heath                            | Dwight D. Eisenhower | 29 tháng 6 năm 1950            | 11 tháng 7 năm 1950  | 2 tháng 10 năm 1954  |                 |
| Robert McClintock                          |                      | 18 tháng 8 năm 1954            | 2 tháng 10 năm 1954  | 15 tháng 10 năm 1956 |                 |
| Carl W. Strom                              |                      | 11 tháng 10 năm 1956           | 7 tháng 12 năm 1956  | 8 tháng 3 năm 1959   |                 |
| William C. Trimble                         |                      | 16 tháng 2 năm 1959            | 23 tháng 4 năm 1959  | 8 tháng 6 năm 1962   |                 |
| William C. Trimble                         | John F. Kennedy      | 16 tháng 2 năm 1959            | 23 tháng 4 năm 1959  | 8 tháng 6 năm 1962   |                 |
| Philip D. Sprouse                          |                      | 28 tháng 6 năm 1962            | 20 tháng 8 năm 1962  | 3 tháng 3 năm 1964   |                 |
| Philip D. Sprouse                          | Lyndon B. Johnson    | 28 tháng 6 năm 1962            | 20 tháng 8 năm 1962  | 3 tháng 3 năm 1964   |                 |
| Randolph A. Kidder                         |                      | 9 tháng 7 năm 1964             | không trình quốc thư | 18 tháng 9 năm 1964  |                 |
| Chức vụ để trống từ năm 1964 đến năm 1970. |                      |                                |                      |                      |                 |
| Emory C. Swank                             |                      | 3 tháng 9 năm 1970             | 15 tháng 9 năm 1970  | 5 tháng 9 năm 1973   | Richard Nixon   |
| John Gunther Dean                          |                      | 14 tháng 3 năm 1974            | 3 tháng 4 năm 1974   | 12 tháng 4 năm 1975  | Richard Nixon   |
| John Gunther Dean                          | Gerald Ford          | 14 tháng 3 năm 1974            | 3 tháng 4 năm 1974   | 12 tháng 4 năm 1975  |                 |
| Chức vụ để trống từ năm 1975 đến năm 1994. |                      |                                |                      |                      |                 |
| Charles H. Twining                         |                      | 13 tháng 5 năm 1994            | 17 tháng 5 năm 1994  | 20 tháng 11 năm 1995 | Bill Clinton    |
| Kenneth M. Quinn                           |                      | 12 tháng 12 năm 1995           | 28 tháng 3 năm 1996  | 25 tháng 7 năm 1999  | Bill Clinton    |
| Kent M. Wiedemann                          |                      | 7 tháng 6 năm 1999             | 31 tháng 8 năm 1999  | 16 tháng 5 năm 2002  | Bill Clinton    |
| Kent M. Wiedemann                          | George W. Bush       | 7 tháng 6 năm 1999             | 31 tháng 8 năm 1999  | 16 tháng 5 năm 2002  |                 |
| Charles A. Ray                             |                      | 15 tháng 11 năm 2002           | 4 tháng 1 năm 2003   | 11 tháng 7 năm 2005  |                 |
| Joseph A. Mussomeli                        |                      | 27 tháng 6 năm 2005            | 22 tháng 9 năm 2005  | 25 tháng 12 năm 2008 |                 |
| Carol A. Rodley                            |                      | 24 tháng 10 năm 2008           | 20 tháng 1 năm 2009  | 29 tháng 9 năm 2011  |                 |
| Carol A. Rodley                            | Barack Obama         | 24 tháng 10 năm 2008           | 20 tháng 1 năm 2009  | 29 tháng 9 năm 2011  |                 |
| William E. Todd                            |                      | 2 tháng 4 năm 2012             | 8 tháng 6 năm 2012   | 14 tháng 8 năm 2015  |                 |
| William A. Heidt                           |                      | 14 tháng 9 năm 2015            | 2 tháng 12 năm 2015  | 28 tháng 11 năm 2018 |                 |
| William A. Heidt                           | Donald Trump         | 14 tháng 9 năm 2015            | 2 tháng 12 năm 2015  | 28 tháng 11 năm 2018 |                 |
| W. Patrick Murphy                          |                      | 8 tháng 8 năm 2019             | 19 tháng 10 năm 2019 | 18 tháng 5 năm 2024  |                 |
| W. Patrick Murphy                          | Joe Biden            | 8 tháng 8 năm 2019             | 19 tháng 10 năm 2019 | 18 tháng 5 năm 2024  |                 |
| Robert W. Forden (người được đề cử)        |                      | Đang chờ Thượng viện phê chuẩn | –                    | –                    |                 |

Nguồn: Danh sách Đại sứ Hoa Kỳ tại Campuchia